# Nederlands Douane Orkest
Het Nederlands Douane Orkest is een Nederlands overheidsorkest. Het bestaat uit muzikanten die bij de Douane en de andere onderdelen van het ministerie van Financiën werken en conservatorium geschoolde musici. In 2023 is met de aanstelling van twaalf nieuwe professionele musici een stap gezet in de richting van verdere professionalisering. Het orkest is opgericht in 1955.
Het orkest is een harmonieorkest en bestaat uit zo’n 75 muzikanten. Uit die groep kunnen verschillende ensembles worden samengesteld, zoals een bigband, een jazz-combo, een steel- en sambaband en diverse blazersgroepen. Het repertoire is breed: van klassiek tot hedendaags, en van musical tot pop. De artistieke leiding is in handen van chef-dirigent Björn Bus.
Het orkest treedt zo’n 25 keer per jaar op in binnen- en buitenland, vaak samen met bekende Nederlandse vocalisten en solisten. De musici geven concerten en taptoeshows en marcheren op parades (bijvoorbeeld bij ceremoniële gelegenheden of elk jaar bij de intocht van de Nijmeegse Vierdaagse).
Tot de artiesten die begeleid worden, horen onder andere René van Kooten, Ger Otte, Emma Kok, Erica Yong, Berget Lewis, Renée van Wegberg, Elske DeWall, Martin van der Starre en Gé Reinders.

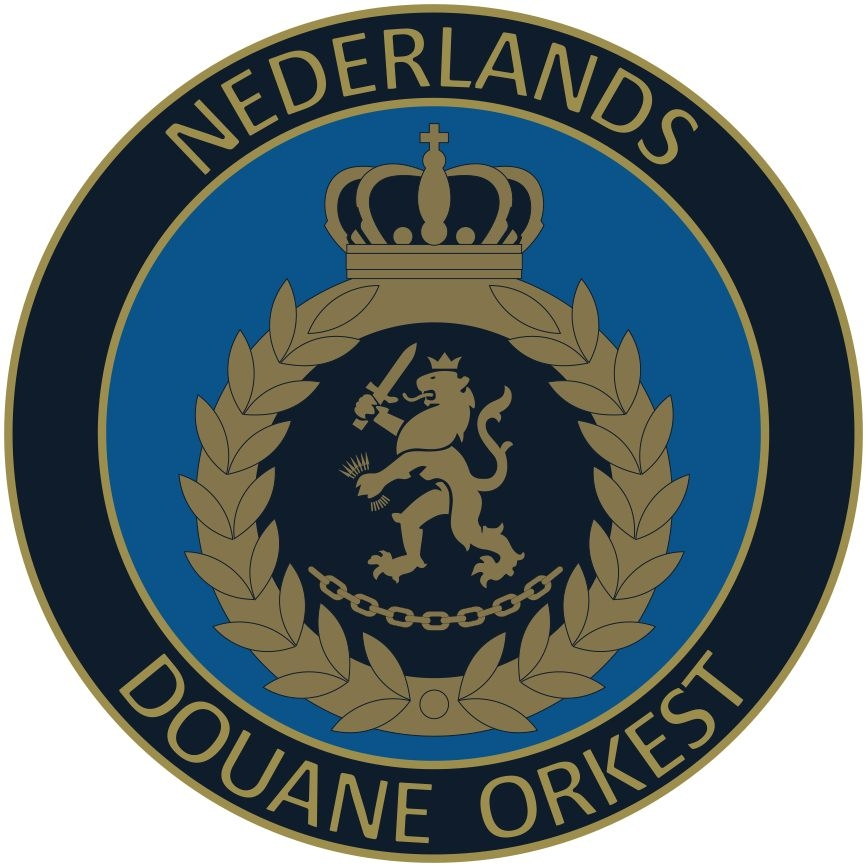
logo Nederlands Douane Orkest

In december 2019 speelde het orkest een kerstconcert op Luchthaven Schiphol. Milieubeweging Greenpeace reageerde kritisch omdat op diezelfde plek enkele dagen eerder activisten van Greenpeace en Extinction Rebellion  afgevoerd werden door de Koninklijke Marechaussee, toen zij daar tegen Schiphol protesteerden, maar geen toestemming daarvoor hadden.
Door leden van de Partij voor de Dieren zijn er in het vervolg kamervragen gesteld.

## Dirigenten
- Hans Hardonk
- Anno Appelo
- 2002-2016: Frenk Rouschop
- 2017-heden: Björn Bus

## Discografie
- 25 Jaar Muziek Zonder Grenzen (Miragram, SP 267, 1980)
- Douane Harmonie Nederland In Concert O.l.v. Hans Hardonk (Mirasound, MS 20.5089, 1984)
- Douane Harmonie Nederland (Douane Harmonie Nederland, 39.9068, 1991)
- In Concert (Mirasound, 299193, 1994) (compilatie)
- Douane Harmonie Nederland Plays Dutch Marches (Douane Harmonie Nederland, CD 88185-2, 1998)
- Traffic Circle - Tierolff For Band No. 18 (Tierolff Muziekcentrale, LMCD-12183, 2005)
- All I Want For X-Mas (LAR Music, LMCD 12417, 2013)